# كيرميت إيراسموس
كيرميت إيراسموس (بالإنجليزية: Kermit Erasmus)‏ (8 يوليو 1990 ببورت إليزابيث في جنوب أفريقيا - ) هو لاعب كرة قدم جنوب أفريقي في مركز الوسط. شارك مع منتخب جنوب أفريقيا تحت 17 سنة لكرة القدم ومنتخب جنوب أفريقيا تحت 20 سنة لكرة القدم ومنتخب جنوب أفريقيا لكرة القدم. أما مع النوادي، فقد لعب مع أورلاندو بيراتس وستاد رين وسوبر سبورت يونايتد وفاينورد ونادي إكسلسيور.

## وصلات خارجية
- كيرميت إيراسموس على موقع الاتحاد الدولي (مؤرشف)  (الإنجليزية)
- كيرميت إيراسموس على موقع قاعدة بيانات كرة القدم.إي يو (الإنجليزية)
- كيرميت إيراسموس على موقع ناشيونال فوتبول تيمز (الإنجليزية)
- كيرميت إيراسموس على موقع Soccerway.com (الإنجليزية)